# Петар Тутавац
Петар Тутавац (Подградина, 1934 — Пожаревац, 31. јануар 2022) био је творац плазма кекса и први школовани кексар у Југославији и први стручни мајстор кексар у бившој држави. Створио је бројне посластице. Први у Југославији је направио грисине. Осим „домаћице” и „плазме” заслужан је и за штрудлу од смокава, „белвит” кекс, бакин колач и многе друге рецепте.

## Биографија
Са 13 година је завршио плетарски занат у Опузену и постао радник плетар. Тада је неколико година плео корпе у којима се носио хлеб.
Преко синдиката се 1949. године јавио на курс за кексара у Загребу, који је расписала фабрика „Краш”, где су он и још један полазник изучили кексарски занат.
Његов дипломски рад и првенац у кондиторској индустрији била је „домаћица”. Кекс је касније доживео различите варијације, али основа је остала иста какву је замислио Петар Тутавац у свом дипломском раду, педесетих година 20. века.
Након рада у „Крашу” и индустрији „Ласта” из Чапљине, где је био и технички директор, Тутавац одлази у Лесковац у фабрику „Тома Костић”, где је на новој италијанској линији направио прве грисине у Југославији.
Када је Момчило Филиповић, један од оснивача компаније „Бамби”, тражио подршку за изградњу кексаре и стручни кадар, Тутавац је на препоруку дошао у Пожаревац.
Управо се његово име везује за почетак производње „плазма” кекса, по узору на „кекс који се топи у устима” из једне фабрике у Милану.
Проблем због имена кекса, који се у Италији оригинално звао „пласмон”, решен је договором да „Бамби” може да производи „плазму”, али без дозволе да је извози на италијанско тржиште.
Тутавац ниједан свој производ није патентирао, јер је сматрао да припадају народу.
„То су била нека друга времена, када се знање није скривало него се делило. Све што сам радио, све моје рецептуре и производи, рађени су под именом Бамби технологије. Увек сам сматрао да све то припада народу, да се тако јача друштвена снага и углед наше земље на домаћем и светском тржишту”.